# 야나이즈정
야나이즈정(일본어: 柳津町 야나이즈마치[*])은 일본 후쿠시마현 가와누마군의 정이다.

## 지리
남단에 하카세산이 있고 남부는 산지가 두드러진다. 정을 남북으로 다키야강이 흐르고 정의 북부를 횡단하는 다다미강에 합류한다. 다다미강을 따라서 JR 다다미선과 국도 252호선이 달린다.

## 역사
- 1889년 4월 1일 - 정촌제 시행으로 야나이즈촌, 구라도촌, 이타니촌이 성립하였다.
- 1921년 5월 1일 - 야나이즈촌, 구라도촌, 이타니촌 등 3개 촌이 합병해 야나이즈촌이 신설되었다.
- 1942년 5월 20일 - 야나이즈촌이 정으로 승격해 야나이즈정이 되었다.
- 1955년 3월 31일 - 야나이즈정, 니시야마촌 등 2개 정·촌이 합병해 새로운 야나이즈정이 설치되었다.

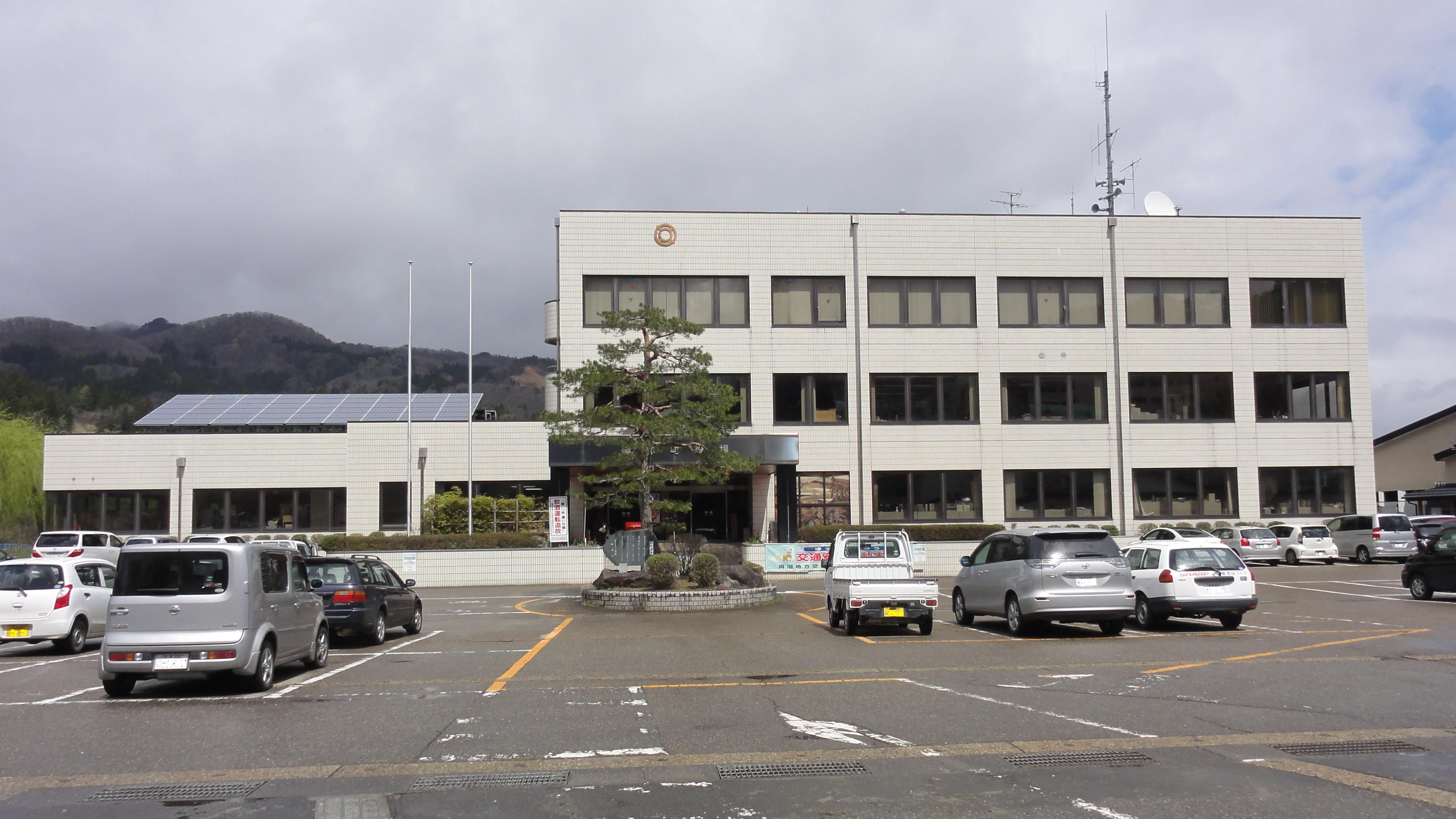
야나이즈정 사무소

## 인구
| 연도 | 인구  | ±%     |
| ---- | ----- | ------ |
| 1920 | 7,673 | —      |
| 1930 | 8,232 | +7.3%  |
| 1940 | 8,741 | +6.2%  |
| 1950 | 9,632 | +10.2% |
| 1960 | 9,035 | −6.2%  |
| 1970 | 6,817 | −24.5% |
| 1980 | 5,678 | −16.7% |
| 1990 | 5,343 | −5.9%  |
| 2000 | 4,669 | −12.6% |
| 2010 | 4,009 | −14.1% |

## 교통

### 철도
- 동일본 여객철도 다다미선

### 도로
- 국도 49호선
- 국도 252호선
- 국도 400호선(일본어판)